# Estelle Brachlianoff

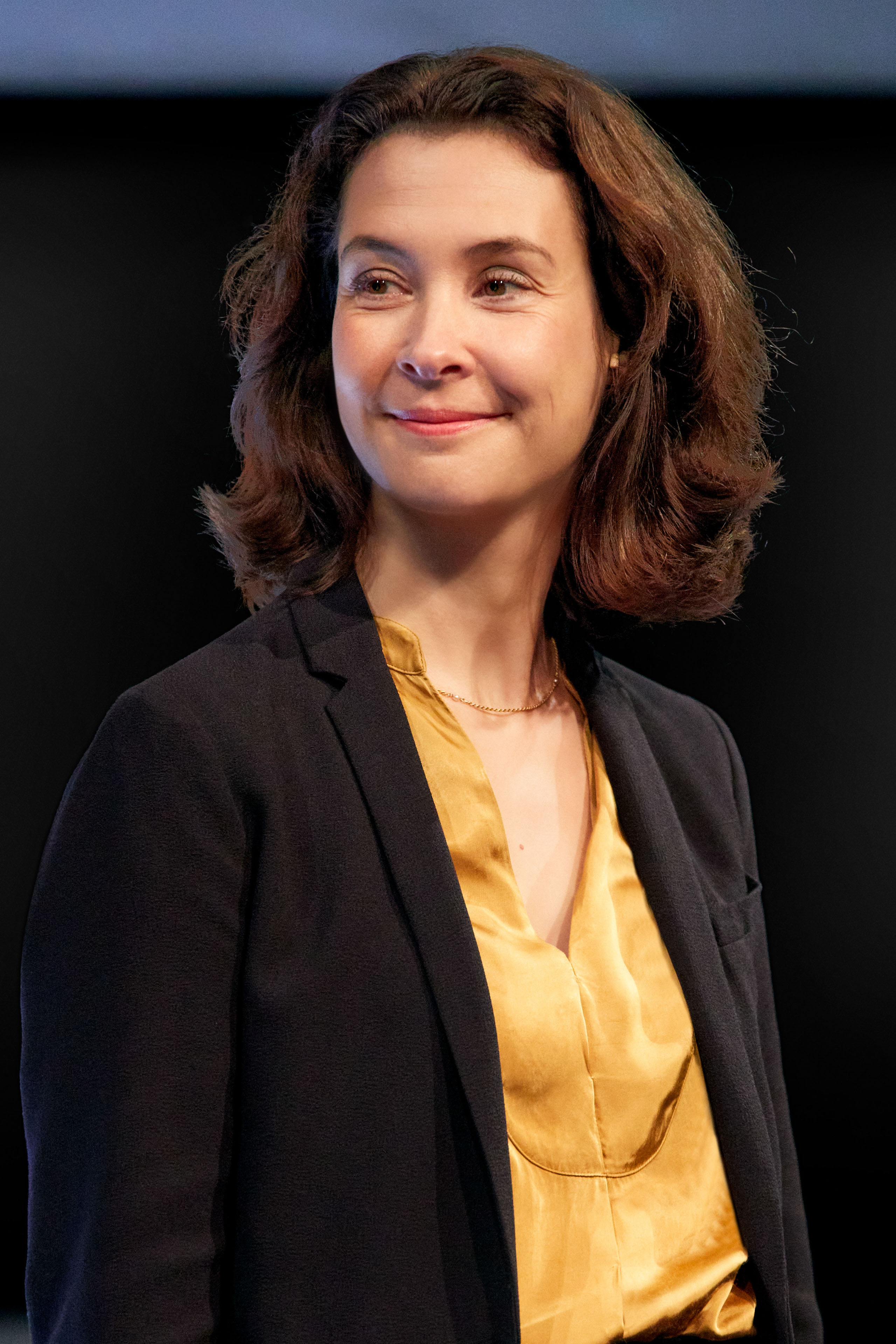
Estelle Brachlianoff, 2021

Estelle Brachlianoff (* 26. Juli 1972) ist eine französische Ingenieurin und Unternehmerin. Seit dem 1. Juli 2022 ist sie Vorstandsvorsitzende von Veolia.

## Leben
Brachlianoff ist Absolventin der École polytechnique und der École nationale des ponts et chaussées. Mit Abschluss ihres Studiums wurde sie Mitglied des corps des ingénieurs des ponts et chaussées.
Nachdem sie ihre Karriere 1997 bei der Transportdirektion des Département Val-d’Oise und später bei der Präfektur der Region Île-de-France begonnen hatte, trat Brachlianoff 2005 in den Veolia-Konzern ein. Bei Veolia leitete sie zunächst die Sparte Industrie-Reinigung, dann 2007 das Facilitymanagement und 2010 die Abfallwirtschaft in der Region Ile de France. Im Jahr 2012 übernahm sie die Abfallwirtschaft in England, danach leitete sie das gesamte Geschäft von Veolia in England und Irland. Im Juli 2018 wurde sie stellvertretende Generaldirektorin, zuständig für den Bereich Operations, und Mitglied des Exekutivkomitees des Konzerns, in dem sie damals die einzige Frau
war. Am 1. Juli 2022 wurde sie directrice générale (Vorstandsvorsitzende) von Veolia.
Von Juni 2016 bis Juli 2018 war Brachlianoff Präsidentin der Britisch-Französischen Handelskammer und von Januar 2016 bis Februar 2018 Mitglied des Aufsichtsrats von Zodiac Aerospace.
Im Jahr 2014 wurde sie mit dem Ordre national du Mérite in der Klasse Chevalier ausgezeichnet.